# 14600 Gainsbourg
14600 Gainsbourg è un asteroide della fascia principale. Scoperto nel 1998, presenta un'orbita caratterizzata da un semiasse maggiore pari a 2,6093028 UA e da un'eccentricità di 0,2141186, inclinata di 4,52350° rispetto all'eclittica.